# Dinotopia (eiland)

Logo

Dinotopia is een fictief eiland bedacht door schrijver en illustrator James Gurney, alsmede de naam van een mediafranchise rondom dit eiland. Het eiland is de hoofdlocatie van een gelijknamige boekenserie van Gurney. Verder dient het eiland als locatie van een televisieserie, een reeks videospellen en een animatiefilm.
Dinotopia is een eiland waar dinosauriërs niet zijn uitgestorven. Sommige van hen hebben zich zelfs ontwikkeld tot intelligent leven. Verder wonen er mensen, meestal schipbreukelingen.
Er zijn meer dan 20 boeken over het eiland verschenen, geschreven door verschillende auteurs.

## De naam
De naam "Dinotopia" is een porte-manteau van "dinosaurus" en "utopia". Ironisch genoeg betekent Dinotopia in oud Grieks "verschrikkelijke plaats".

## Het eiland

### Achtergrond
Het eiland Dinotopia is verborgen gebleven voor de buitenwereld. Het is geheel omringd door een stormsysteem en scherpe klippen, waardoor reizen van en naar het eiland vrijwel onmogelijk is. Om die reden is de exacte locatie ook niet duidelijk.
Het eiland kent een divers ecosysteem met jungles, woestijnen, bergen en moerassen. Het eiland zit ook vol met zowel natuurlijke als door mensen gemaakte grotten.

### Inwoners
Op het eiland zelf wonen mensen en dinosauriërs samen in harmonie met elkaar en de aarde. Enige uitzondering zijn een aantal roofdieren die zich ophouden in de jungles.
De dinosauriërs op het eiland hebben zich in de loop der jaren ontwikkeld tot intelligent leven. Sommigen zijn zelfs in staat te praten. Blijkbaar overleefden ze de massale uitsterving van de dinosauriërs door zich terug te trekken in ondergrondse grotten. Deze grotten staan nu bekend als de onderwereld, waar veel dinosauriërs heen gaan om te sterven.
De menselijke populatie van het eiland bestaat uit schipbreukelingen en hun nakomelingen. Ze hebben op het eiland een leefgemeenschap opgebouwd samen met de dinosauriërs. De eerste mensen arriveerden ongeveer 6000 jaar geleden.
De dinosauriërs zijn niet de enige prehistorische wezens op het eiland. In de bergen wonen ook mammoeten, grondluiaards en andere prehistorische zoogdieren.

### Locaties
- Waterfall City: een stad gebouwd over een grote waterval. Hier wonen veel van Dinotopia's kunstenaars en wetenschappers.
- Bilgewater: een dorp gebouwd uit de wrakstukken van schepen.
- Sauropolis: de hoofdstad van Dinotopia. De stad is gebouwd in Romeinse stijl.
- Jorotongo: een dorp dat om de paar jaar in zijn geheel naar een andere locatie wordt gebracht.
- Khasra: een stad omgeven door een grote verdedigingsmuur. Ligt op het kruispunt van verschillende handelsroutes. Hier wonen veel wiskundigen.
- Chandara: de hoofdstad van een stuk land aan de oostkust van Dinotopia. Dit stuk land was lange tijd afgesloten van de rest van Dinotopia. Het oostelijke land waar de Chandara hoofdstad van is wordt geregeerd door een keizer.
- Treetown: een dorp geheel gebouwd in bomen.
- Canyon City: een stad gebouwd op de bodem van een ravijn, en deels tegen de wanden van het ravijn. Hier worden Skybax Riders opgeleid.
- Onderwereld: een ondergronds netwerk van grotten en tunnels, waar aan de voorouders van de huidige dinosauriërs zich miljoenen jaren geleden terugtrokken en zo de massale uitsterving van dinosauriërs overleefden.
- Sky City: een stad gebouwd hoog in de bergen in het midden van het eiland.

## Franchise

### Originele boekenserie
Dinotopia begon als een geïllustreerd kinderboek genaamd Dinotopia: A Land Apart From Time. Het boek was echter ook bij volwassenen een groot succes, wat James Gurney ertoe aanzette nog drie boeken te schrijven: Dinotopia: The World Beneath, Dinotopia: First Flight en Dinotopia: Journey to Chandara.
Alle boeken in de hoofdreeks draaien om Arthur en Will Denison. Deze vier boeken staan bekend als de hoofdserie daar ze geheel geschreven en getekend zijn door James Gurney, en het eiland Dinotopia introduceerden.

### Andere boeken
Vanaf 1995 werkte James Gurney samen met andere auteurs aan een serie van korte romans voor kinderen. Deze boeken werden allemaal gepubliceerd door Random House. De reeks staat ook wel bekend als de Dinotopia Digest-serie:
1. Windchaser door Scott Ciencin
2. River Quest door John Vornholt
3. Hatchling door Midori Snyder
4. Lost City door Scott Ciencin
5. Sabertooth Mountain door John Vornholt
6. Thunder Falls door Scott Ciencin
7. Firestorm door Gene De Weese
8. The Maze door Peter David
9. The Rescue Party door Mark A. Garland
10. Skydance door Scott Ciencin
11. Chomper door Don Glut
12. Return to Lost City door Scott Ciencin
13. Survive! door Brad Strickland
14. The Explorers door Scott Ciencin
15. Dolphin Watch door John Vornholt
16. Oasis door Cathy Hapka

Met Curneys toestemming schreef Alan Dean Foster twee fantasieromans voor volwassenen gebaseerd op Dinotopia:
1. Dinotopia Lost
2. Hand of Dinotopia.

### Televisie
In 2002 verscheen Dinotopia, een zes uur durende miniserie bestaande uit drie afleveringen van elk 2 uur. Deze serie was een productie van Hallmark Entertainment. De serie introduceerd een aantal nieuwe personages zoals Zippo, en een nieuwe plotwending: de zonnestenen, die als krachtbron en bescherming dienen voor de Dinotopiagemeenschap.
Het succes van de miniserie leidde tot een televisieserie. Deze serie liep in totaal 1 seizoen.

### Andere media
- In 2005 verscheen de animatiefilm Dinotopia: Quest for the Ruby Sunstone.

- Een aantal Dinotopia-computerspellen werden in de loop der jaren uitgebracht, waaronder Dinotopia: Living The Adventure (PC), Dinotopia: The Timestone Pirates (Game Boy Advance), Dinotopia: The Sunstone Odyssey (Xbox & GameCube), en Dinotopia Game Land Activity Center (PC).